# NGC 2482
NGC 2482 ist ein offener Sternhaufen im Sternbild Puppis und hat eine Winkelausdehnung von 10,0' und eine scheinbare Helligkeit von 7,3 mag. Er wurde am 20. November 1784 von William Herschel entdeckt und wird auch als OCL 653 und ESO 494-SC3 bezeichnet.